# Mary Angel
Mary Angel (メアリーエンジェル) est un groupe féminin de J-pop, composé d'idoles japonaises et ayant commencé leur carrière en 2007. Ce groupe a été à l'origine un trio jusqu'en 2011 lorsque Maya quitte le groupe à cette même année. Il est actuellement composé de 2 membres : Yu-ka et Risa.

## Histoire
Les filles avaient 11 ans et étaient à l’école primaire lorsque le groupe d’idoles a été créé en 2007.
Elles ont fait leurs débuts avec le single Angel Wing sorti en décembre 2007. Le trio donne son 1er live fin décembre 2007. Le groupe d’idoles a suspendu ses activités pendant 42 jours début 2011 avant de recommencer à sortir des disques. Le groupe sort son premier album à la même année. Maya a effectué sa graduation en septembre 2011.
Elles ont été finalistes des U.M.U. Award 2011.
En 2012, les filles ont été nommées ambassadrices pour la promotion de Osaka. Le groupe sort son deuxième album en tant que duo. En août 2013, le groupe a participé à une collaboration avec Gotochi Hello Kitty (ご当地キティ).
Les deux membres restantes Yu-ka and Risa ont annoncé leur remise de diplôme le 23 décembre 2014 après huit ans de carrière. Les filles quitteront le groupe après un dernier live prévu le 15 février 2015 au Osaka Ruido. Yu-ka a déclaré qu’elle allait se consacrer à ses études à l’université et Risa a décidé de se tourner vers le domaine de la beauté. Les deux idoles ont remercié leurs fans pour le soutien apporté au cours de ces dernières années. Yu-ka et Risa vont également effectuer leur graduation de l’agence Fine Promotion.

## Membres
- Yu-ka, née le 18 août 1996 (28 ans)
- Risa, née le 23 janvier 1996 (29 ans)

### Ex-membre
- Maya, née le 13 mars 1996 (29 ans)